# The Format (album)
The Format – szósty album studyjny amerykańskiego rapera AZ

## Lista utworów
| Nr | Tytuł                            | Czas | Producent                      | Gościnnie      |
| -- | -------------------------------- | ---- | ------------------------------ | -------------- |
| 1  | "I Am the Truth"                 | 3:59 | Fizzy Womack                   |                |
| 2  | "Sit 'Em Back Slow"              | 3:48 | Face Defeat & Fizzy Womack     | M.O.P.         |
| 3  | "Get High"                       | 3:06 | Emile                          |                |
| 4  | "Make Me"                        | 3:09 | Emile                          | Fresh          |
| 5  | "Games"                          | 3:50 | Bob Perry & Arnold Mischkulnig | Samson         |
| 6  | "Rise and Fall"                  | 4:10 | J. Cardim                      | Little Brother |
| 7  | "Animal"                         | 3:48 | Statik Selektah                |                |
| 8  | "Doing That"                     | 4:07 | Fizzy Womack                   | Jha Jha        |
| 9  | "This Is What I Do"              | 3:18 | J. Cardim                      |                |
| 10 | "The Format"                     | 3:03 | DJ Premier                     |                |
| 11 | "Vendetta"                       | 3:14 | J. Cardim                      |                |
| 12 | "Game of Life"                   | 4:06 | Emile                          |                |
| 13 | "Royal Salute" (utwór dodatkowy) | 2:20 | Emile                          |                |

## Użyte sample
I Am The Truth
- Syl Johnson - "I'm Talking 'Bout Freedom"

Sit 'Em Back Slow
- Rick James - "Mary Jane"

Make Me
- The Alchemist Feat. AZ - "Professional Style"

Games
- Mark Morrison - "Return of the Mack"

Animal
- The Notorious B.I.G. - "Ten Crack Commandments"
- Nas - "Memory Lane (Sittin' in da Park)"
- Mobb Deep - "Survival of the Fittest"

Doing That
- Jimmy Spicer - "Money (Dollar Bill Y'all)"
- Maino - "Hi Hater"

This Is What I Do
- Zingara - "Love's Calling"

The Format
- Roberta Flack - "This Side of Forever"
- Mobb Deep - "Survival of the Fittest"
- Method Man & Redman - "Pt. 2"
- AZ - "What's the deal?"
- Little Vic - "The Exorcist"

Game Of Life
- Carolyn Franklin - "I Ain't Got To Love Nobody Else"

## Pozycje na listach
- Lista Top R&B/Hip Hop Albums - 59. miejsce (2006)
- Lista Top Independent Albums - 35. miejsce (2006)